# Paix
Pour les articles homonymes, voir Paix (homonymie).
 (décembre 2024).
Si vous disposez d'ouvrages ou d'articles de référence ou si vous connaissez des sites web de qualité traitant du thème abordé ici, merci de compléter l'article en donnant les références utiles à sa vérifiabilité et en les liant à la section « Notes et références ».
La paix est un concept qui désigne un état de calme ou de tranquillité ainsi que l'absence de perturbation, de trouble, de guerre et de conflit. Elle correspond aussi à un idéal social et politique.

## Définitions

La colombe tenant une branche d'olivier est un symbole largement utilisé pour la paix

Sociologiquement, la paix désigne l'entente amicale de tous les individus qui composent une ou des sociétés civiles et/ou militaires. Elle n'implique pas l'absence de conflits, mais une résolution systématiquement calme et mesurée de toute difficulté conséquente à la vie en communauté, principalement par l'écoute, la compréhension, le dialogue, la négociation ou par des échanges de biens tel le commerce ou le troc. La paix implique également le goût pour le calme, ainsi que la capacité à vivre sereinement avec l'autre : individu ou société. En cela, la paix est l'intérêt commun pour le développement qui prend ses racines dans la prospérité.
Si cet intérêt n'est pas partagé c'est qu'il n'y a pas existence d'une capacité visionnaire et avant-gardiste pour un développement enrichissant, quel qu'il soit : économique, innovation, culturel, durable, connaissance, social. La paix n'est ni un idéal, ni une utopie. Elle est principalement une donnée sine qua non au développement économique et tout ce qui en découle : culture, éducation, dynamisme… Elle est le cœur d'une économie. Sans paix il ne peut exister une économie prospère. En cela, nous pouvons dire que la paix est l'économie et que l'économie est la paix. Les guerres sont le dysfonctionnement même de l'économie. La source de l'économie est la prospérité. La prospérité est la source de l'économie. La guerre est le chaos qui empêche l'existence de l'économie. L'économie ne peut être définie selon le principe du bien être de quelques individus, mais de l'ensemble des individus et des sociétés.
En ce sens, la paix entre les nations est l'objectif de nombreux États, Hommes et organisations comme L'ONU qui œuvre pour la paix.
L'articulation entre la paix et son opposé (guerre, violence, conflit, colère, etc.) est une des clés de nombreuses doctrines, religieuses ou politiques, clé fondamentale bien, que généralement non explicite. Mais la paix peut se définir par le fait non pas politique ou religieux mais bien plus par le fait qu'elle est une condition à l'évidence à la vie.
- Passage de la paix à la guerre (« Si tu veux la paix, prépare la guerre »)
- Passage de la guerre à la paix : voir Léthé

Savoir quel est l'état naturel ou originel de l'Homme (paisible ou violent), et comment il passe de l'un à l'autre, conditionne en effet :
- le statut de l'individu, (fauve à dompter ? esclave à libérer ?), tout particulièrement dans son jeune âge (idéal à retrouver ? ou animal à surveiller ?), mais aussi en tant que majeur (prédateur égoïste, que la société et l'état doivent surveiller ? ou paisible responsable, qui ne fera appel à la force publique que pour se défendre d'abus ?)
- la formation des enfants (part respective de l'éducation et de l'enseignement, durée, etc.).
- les moyens admissibles (force aussi brute que celle du violent rebelle, ou douceur libérale ?)
- les valeurs morales et éthiques d'une civilisation reposant sur des valeurs de civilisation (apaisante du bon sauvage ou corruptrice du barbare ?)
- le statut et la place des organisations (état, entreprises, syndicats, etc.) : nuisibles à détruire, moindres maux nécessaires, ou bien piliers du système ?
- la place absolue et relative des activités matérielles et spirituelles (dans quelle mesure sont-elles, pour le maintien ou l'acquisition de la paix, indispensables, utiles, inutiles, ou nuisibles ?)
- etc.

Dans le yi-king, l'hexagramme opposé à celui de la paix est celui de la stagnation. Symboliquement, cela indique que la paix n'est pas un absolu, mais une recherche permanente. Et que le conflit n'est pas l'opposé de la paix. Il convient dans une démarche de paix de transformer le conflit pour le résoudre sans répondre par la violence, non pas de le supprimer. Les démarches non-violentes incarnent cette démarche de transformation pacifique du conflit.
Comme l'indique le préambule de l'UNESCO, « c'est dans l'esprit des hommes que naissent les guerres, c'est dans leur esprit qu'il faut ériger les défenses de la paix ».
Le concept que la paix ne peut être un état permanent est un concept erroné. Il dénote une véritable incapacité dans l'esprit de l'Homme à accéder à une intelligence pragmatique. L'Homme de ce fait reste figé sur des théories et des pratiques archaïques. Il reste à l'état "préhistorique" sans pouvoir élever ses compétences, ses capacités à un esprit plus rationnel, plus structurant et structuré. Il semblerait que dans le cerveau de l'Homme, il n'y ait pas encore le développement nécessaire et particulièrement intéressant pour accéder à l'intelligence et la conception que la sérénité est le degré le plus élevé de la structure cérébrale. Il se peut que dans la psyché collective, individuelle ou sociale, le calme soit une conception insupportable pour ceux qui n'ont pas eu accès à cet état très tôt. Leurs repères environnementaux sont de ce fait celui du conflit et du chaos. Ce qui nous fait dire qu'il manque de structure psychique voir cérébrale, peut-être même biologique à l'Homme. Néanmoins il a été remarqué que l'Homme est sujet à l'évolution psychique, biologique et cérébrale plus ou moins rapide avec des rechutes parfois à l'état "préhistorique" qui semble pouvoir être de mieux en mieux contenu jusqu'à qu'il soit stabilisé et par conséquent structurant et structuré sainement. C'est ce que nous pourrons nommer l'Homme rationnel.

## Outils et organisation de moyens en faveur de la paix

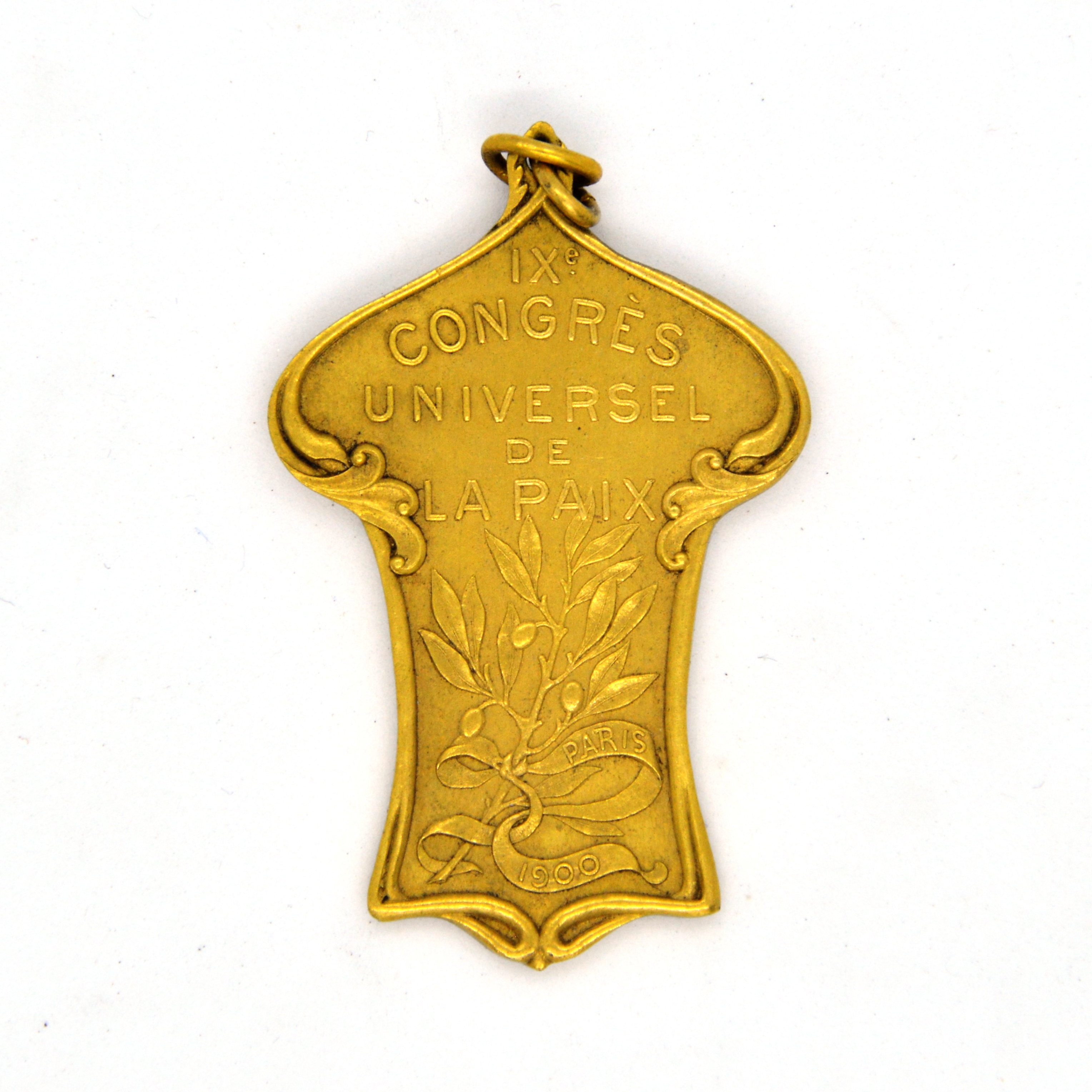
Médaille (Christofle éditée pour le IXe congrès Universel de la Paix Paris en 1900

Au cours des dernières années, plusieurs universités de paix ont été fondées, comme l'université pour la paix de l'ONU, au Costa Rica (UPEACE), l'université de la paix de Brasilia (UNIPAZ), ou l'Université de Paix de Namur, le Centre mondial de la paix à Verdun.
Elles dispensent un enseignement et contribuent à des échanges de savoir et savoir-faire visant à étendre l'action individuelle et collective sur et pour la paix (chef-d'œuvre de paix inspirée par le compagnonnage à UNIPAZ). Ces formations touchent à l'écologie globale, autant qu'à l'écologie intérieure, sociale et environnementale. Elles intègrent aussi la notion de résilience, pour sortir du cycle infernal de la vengeance ou vendetta.
De nombreuses ONG dites « humanitaires » travaillent aussi au commerce équitable, à plus de justice, à la réconciliation des peuples et à la réparation des dégâts de catastrophes naturelles, économiques, militaires ou sociales, dont Green cross fondée par Mikhaïl Gorbatchev après la Glasnost et la fin de l'URSS.

Symbole de la paix dessiné par Gerald Holtom.

Des associations pacifistes existent dans plusieurs pays. En France le Mouvement de la Paix a été créé le 22 février 1948. Il reste la principale ONG pacifiste française donc l'action se tourne de plus en plus vers la jeunesse.
Les mouvements pacifistes contre les armes nucléaires se développent dans les années cinquante, présents dans le monde entier encore aujourd'hui. Le célèbre symbole peace and love en est issu, il sera largement utilisé contre la guerre du Vietnam et demeure un des symboles les plus utilisés pour la paix.
Nous pouvons également citer en tant qu'outils l'importance de l'Histoire et les souvenirs des guerres passées. C'est en se souvenant de ses erreurs que l'Humanité se corrige et évite de les reproduire. Parmi ces outils, nous pouvons mettre en avant les quelque 30 000 monuments aux morts érigés en France entre 1920 et 1925 en souvenir des victimes de la Première Guerre mondiale ou encore l'instauration de journées commémoratives, comme les célébrations annuelles de l'Armistice. Enfin, pour ne pas les oublier et mettre des mots sur ces souvenirs, vestiges de notre Histoire, les conflits sont très largement évoqués dès le primaire dans les programmes scolaires français. Gandhi affirmait d'ailleurs à ce propos : « Si nous voulons enseigner la paix véritable en ce monde, et si nous voulons entrer en guerre contre la guerre, c’est avec les enfants que nous devons commencer ».
Néanmoins, la paix ne peut être atteinte au sein d'un ou de plusieurs peuples que par la contribution absolument volontaire de tous ceux qui composent ces peuples. La paix est donc, à cause de cette nécessité, une vertu aussi noble que difficile à atteindre. Aussi, au-delà des organisations humanitaires et internationales, se trouvent des hommes et des femmes qui espèrent que le lendemain sera meilleur que la veille.

## Personnalités engagées pour la Paix
De nombreux artistes se sont engagés en faveur de la Paix, à travers leurs actions ou leur œuvre, comme Picasso et sa Colombe de la paix, John Lennon et son album Imagine, ou Carl Fredrik Reuterswärd et sa sculpture Non-violence, le pistolet noué, exposé sur le parvis de l'ONU à New York.

Logo de l'ONG Amnesty International: dessiné par la dessinatrice britannique Diana Redhouse, il illustre le proverbe chinois : « mieux vaut allumer une bougie que maudire l’obscurité ».

Parmi les figures emblématiques ayant joué un rôle pour la Paix, figurent Gandhi et son action non-violente, Martin Luther King lors de sa lutte pour les droits civiques, Nelson Mandela et sa lutte contre l'Apartheid, le Dalaï-lama, mais aussi des organismes comme Amnesty International, Prix Nobel de la paix en 1977 « pour avoir concouru à garantir les bases de la liberté et avoir ainsi contribué à la paix dans le monde » et la World Policy Conference fondée par Thierry de Montbrial.

## Paix internationale

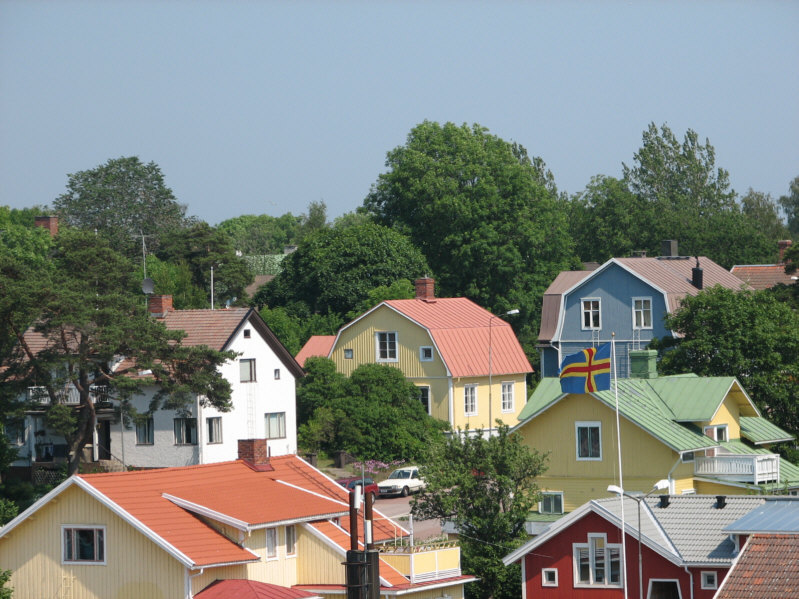
L'un des travaux importants de consolidation de la paix de la Société des Nations a été la démilitarisation de l'archipel autonome d'Åland dans la mer Baltique en 1921.

La paix entre les nations est la mission fondatrice des Nations unies.
Historique des organisations :
- Union interparlementaire, 1889
- Bureau international de la paix, 1891
- Cour d'arbitrage international de La Haye, 1899
- Organisation internationale du travail, 1919
- Société des Nations, 1919-1946
- Nations unies, 1945

La paix mondiale est l'objectif premier de l'unité européenne, comme en témoignent les premiers mots de la Déclaration du 9 mai 1950, dite déclaration Schuman, en fait essentiellement due à la plume de Jean Monnet : "La paix mondiale ne saurait être sauvegardée sans des efforts créateurs à la mesure des dangers qui la menacent. La contribution qu'une Europe organisée et vivante peut apporter à la civilisation est indispensable au maintien des relations pacifiques".
La Journée internationale de la paix est célébrée chaque année le 21 septembre à l'initiative des Nations unies. Elle est dédiée à la paix et particulièrement à l'absence de guerre, qui doit se manifester par un cessez-le-feu dans les zones de combat. Elle est observée dans de nombreux pays depuis sa création en 1981.
Le pape Paul VI a institué en 1968 une Journée mondiale de la paix le 1er janvier.